# Gottfried Wehrenfennig
Gottfried Paulus Wehrenfennig (* 19. Juli 1873 in Gosau, Österreich-Ungarn; † 19. Juli 1950 in Schnodsenbach, Bayern) war ein österreichisch-sudetendeutscher Pfarrer und Bundesführer des Bundes der Deutschen.

## Leben und Wirken
Wehrenfennig stammte aus einer Theologenfamilie und war der Sohn des Pfarrers Adolf Wilhelm Wehrenfennig. Der Theologe Johann Georg Overbeck war sein Urgroßvater. Er war zunächst Vikar in Meran, Reiseprediger in Pilsen, Prag und Aussig, Pfarrer in Thurn bei Teplitz-Schönau, langjähriger Bundesführer des Bundes der Deutschen, enger Freund des nationalsozialistischen Parteivorsitzenden und späteren Reichsstatthalters im Sudetenland Konrad Henlein und erster Träger des Goldenen Ehrenzeichens des Bundes der Deutschen in Böhmen. 1936 beehrten Konrad Henlein und Pfarrer Gottfried P. Wehrenfennig, Obmann des Bundes der Deutschen, die Pfingsttagung im nordböhmischen Trautenau/Trutnov mit ihrer Anwesenheit. Wehrenpfennig gehörte zu den zu diesem Zeitpunkt wirkmächtigsten Propagandisten der völkischen Idee und Befürworter der Abspaltung der sudetendeutschen Bevölkerung und der von ihnen bewohnten Gebiete von dem Territorium der Tschechoslowakischen Republik. Den Jahresbericht seiner Verbandszeitschrift des Jahres 1935 („Dienst an Volk und Heimat – Volkstumsarbeit des Bundes der Deutschen“) eröffnete er mit den Worten: „Wir rechnen mit dem Erwachen des völkischen Gedankens, der besagt, daß der einzelne Mensch nicht hemmungslos und bedingungslos sein Leben gestalten kann, sondern daß er eingegliedert ist in die Gesamtheit, daß er bei einem Verfall des Volkskörpers auf die Dauer keine Möglichkeit kat, sein Schicksal oder das seiner Nachkommen von dem Schicksal seines Volkes zu trennen.“
Nach Einschätzung des Evangelischen Vereins für Deutsche Ansiedler und Auswanderer war Wahrenfennig „der Obmann des Bundes der Deutschen, der die Sudetendeutschen zuerst auf unpolitischem Gebiete geeinigt hat, ehe Konrad Henlein ihre politische Einigung zustande gebracht hat“. Zum „Fest aller Deutschen“ 1938 ließ er sich an der Seite Henleins und Karl Hermann Frank in Komotau feiern.